# منير بن موسى
منير بن موسى (بالنرويجية البوكمول: Monir Benmoussa)‏ هو لاعب كرة قدم نرويجي في مركز الهجوم، ولد في 19 يوليو 1994 في أوسلو في النرويج. لعب مع نادي فريدريكستاد ونادي فوليرينغا.